# Glutaminsyradekarboxylas
Glutaminsyradekarboxylas (GAD) är ett enzym som katalyserar omvandlingen av aminosyran glutaminsyra (egentligen dess anjon, glutamat) till signalsubstansen GABA och koldioxid. Eftersom koldioxid spjälkas loss är reaktionen en dekarboxylering. GAD använder PLP som koenzym. Reaktionen sker enligt:
HOOC-CH2-CH2-CH(NH2)-COOH → CO2 + HOOC-CH2-CH2-CH2NH2
Glutaminsyra → Koldioxid + GABA
Hos däggdjur finns GAD i två liknande former som kodas av två olika gener, Gad1 och Gad2. Isoformerna är GAD67 och GAD65.
Gad1 och Gad2 uttrycks i hjärnan där GABA används som signalsubstans, Gad2 uttrycks också i bukspottkörteln.

## Medicinsk betydelse

### Diabetes
Både GAD65 och GAD67 är autoantigener hos människor som senare utvecklar diabetes typ 1. Antikroppar mot GAD kan användas som en tidig indikation på begynnande diabetes typ 1. Injektioner med GAD65 har visat sig fördröja nedbrytningen av de celler som producerar insulin hos patienter med diabetes typ 1. Sannolikt beror detta på att T-cellerna påverkas till att utsöndra skyddande ämnen, cytokiner .

### Schizofreni och bipolärt syndrom
Stora störningar i uttrycket av GAD mRNA, tillsammans med nerreglering av proteinet reelin har observerats hos patienter med schizofreni och bipolärt syndromDen mest uttalade nerregleringen av GAD67 hittades i stratum oriens i hippocampus vid båda sjukdomarna och i andra lager och strukturer i hippocampus i varierande grad.

### Parkinsons sjukdom
Eftersom GAD spelar en roll i systemet med signalsubstanser i det centrala nervsystemet finns det möjligheter att utveckla läkemedel mot sjukdomar som beror på störningar i detta system. Försök har visat på förbättringar av tillståndet för patienter med Parkinsons sjukdom med genterapi med GAD-producerande gener .

## Artikelursprung
Den här artikeln är helt eller delvis baserad på material från engelskspråkiga Wikipedia.
- Wikimedia Commons har media som rör Glutaminsyredekarboxylas.